# Stads- en streekvervoer in Utrecht

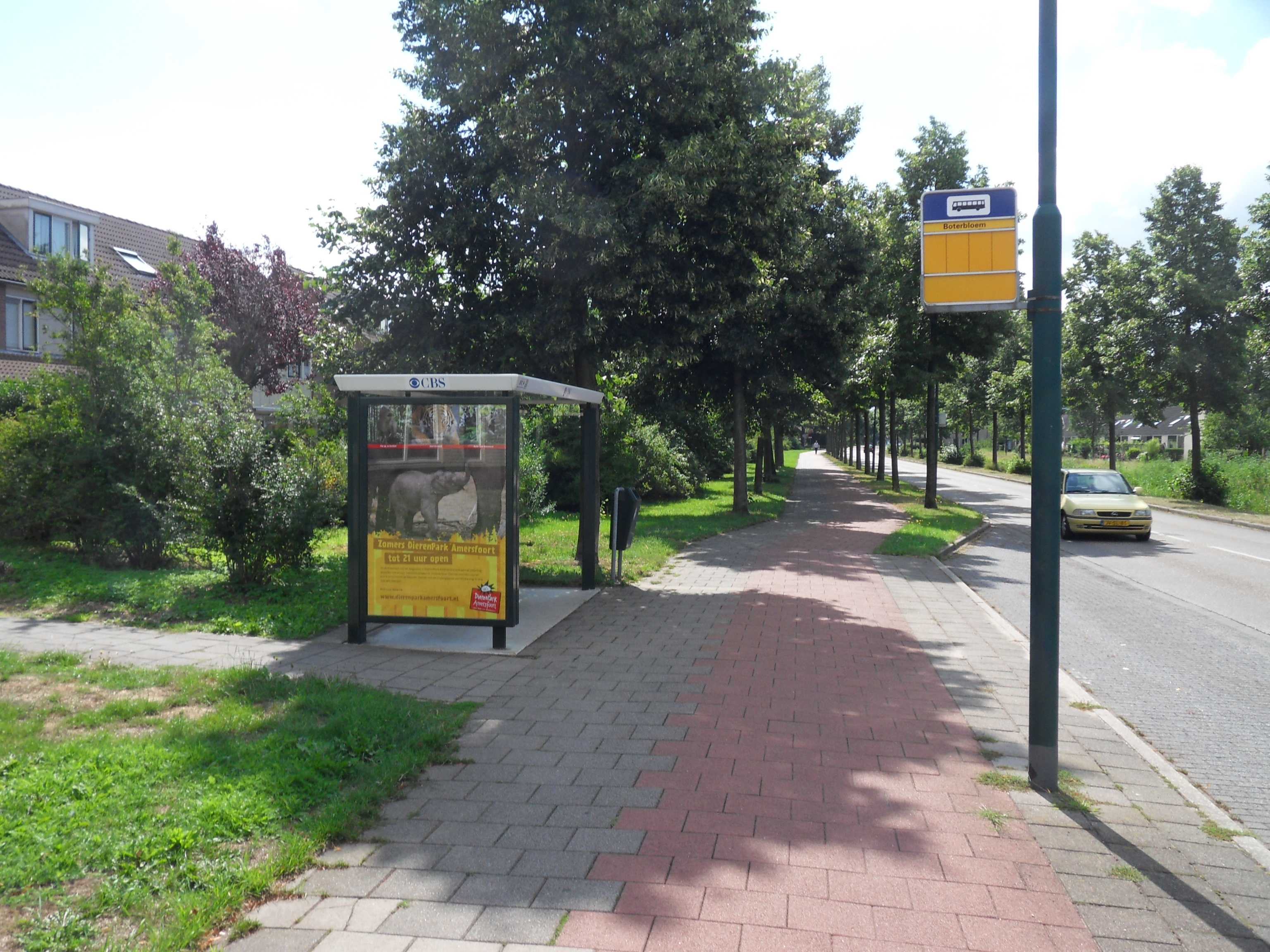
Bushalte van Boterbloem (Driebergen-Rijsenburg).

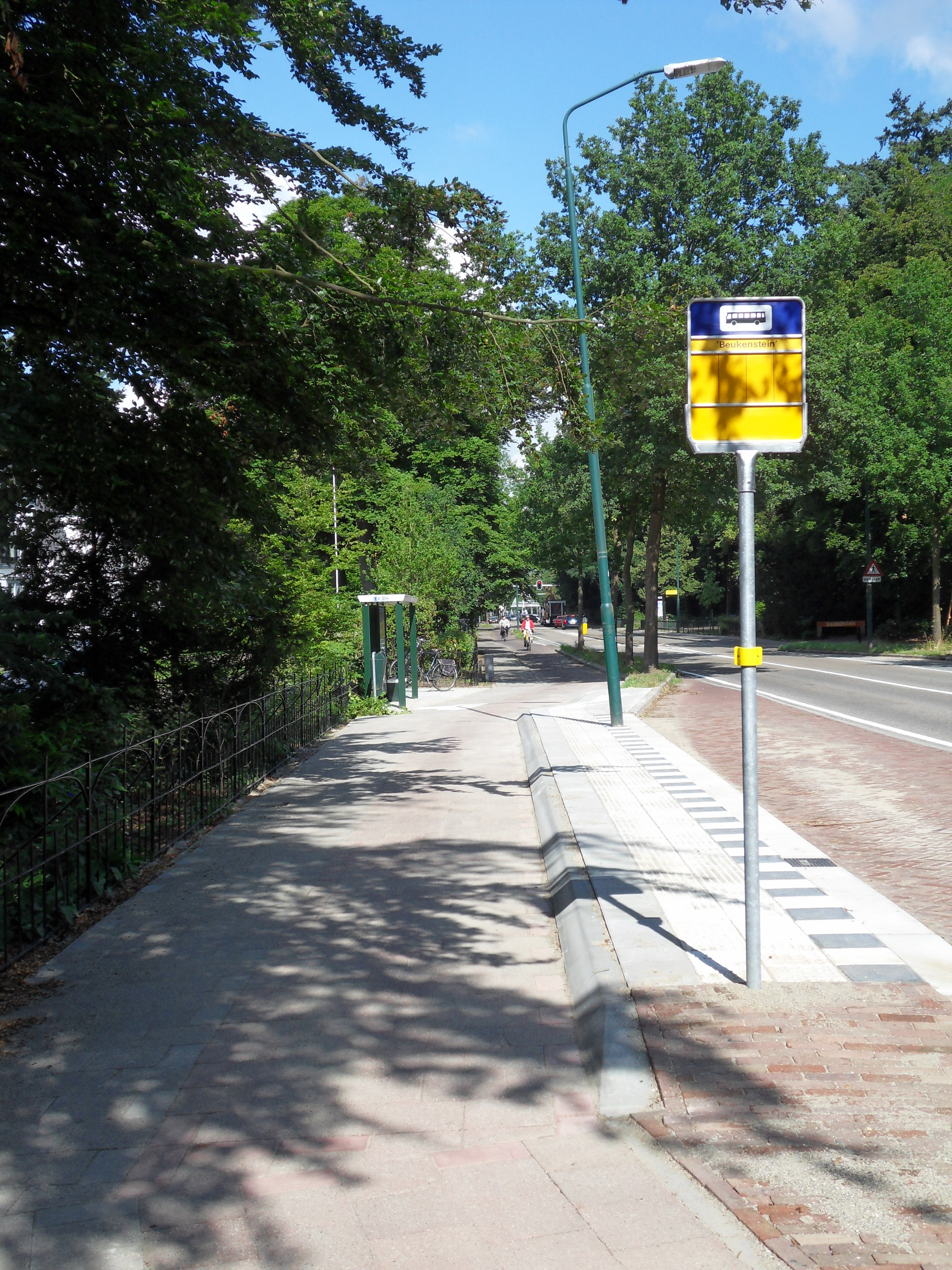
Bushalte van Beukenstein (Driebergen-Rijsenburg).

Het stads- en streekvervoer in Utrecht geeft een overzicht van alle bus- en tramlijnen die gereden worden in de provincie Utrecht. Het gaat hier om de lijnen die zich in de provincie begeven, maar ook lijnen die de provincie doorkruisen.
De schuingedrukte plaatsnamen bevinden zich buiten de provincie Utrecht. Bij lijnen die horen bij concessies die niet uit Utrecht komen is tevens de opdrachtgevende OV-autoriteit vermeld.

## Huidige concessies
| OV-autoriteit     | Concessiegebied   | Vervoerder     | Duur                    |
| ----------------- | ----------------- | -------------- | ----------------------- |
| Provincie Utrecht | Provincie Utrecht | Syntus Utrecht | 11.12.2016 - 13.12.2025 |
| Provincie Utrecht | Regio Utrecht     | U-OV (Qbuzz)   | 08.12.2013 - 13.12.2025 |

## OV-chipkaart
Op 1 augustus 2009 werd de OV-chipkaart in de gehele provincie Utrecht geldig in de bussen van Connexxion en GVU. De Utrechtse sneltram volgde pas op 15 december van dat jaar. In 2009, 2010 en 2011 gold een kilometertarief van €0,12. In 2012 werd dat tarief verlaagd naar 11 eurocent, maar in 2013 weer verhoogd naar €0,125 en in 2014 naar €0,127 eurocent. In 2015 werd dit verhoogd tot €0,128 en voor leeftijdskorting tot €0,085.
Dit tarief geldt op alle geel/bruine bussen en sneltrams (U-OV) en de Syntus-bussen met provincie Utrecht opschriften.

## Utrecht(stad)en omgeving

### Concessie Regio Utrecht
De concessie Regio Utrecht omvat alle bus- en tramlijnen die in de stad Utrecht en de directe omgeving ervan rijden. Deze concessie wordt uitgevoerd door Qbuzz onder de naam U-OV.
| Lijn                   | Route | Via | Opmerkingen |
| ---------------------- | --- | --- | --- |
| Stadsdienst Utrecht    | | | |
| 1                      | Hoograven - Vechtsebanen | CS Jaarbeurszijde, Centrum, Overvecht | 's Avonds en in het weekend niet via bedrijventerrein Overvecht                                                                |
| 2                      | Utrecht, CS Centrumzijde → Utrecht, CS Centrumzijde | Centrum, Museumkwartier | Ringlijn, rijdt niet 's avonds                                                                                                 |
| 3                      | Utrecht, CS Centrumzijde - Utrecht, CS Centrumzijde | Centrum, Overvecht, Zuilen | Ringlijn in beide richtingen                                                                                                   |
| 4                      | Station Terwijde - Voordorp | Leidsche Rijn, CS Jaarbeurszijde, Centrum, Tuindorp | |
| 5                      | Utrecht, CS Jaarbeurszijde - Station Maarssen | Oog in Al, Leidsche Rijn, Terwijde, De Wetering | |
| 6                      | Utrecht, CS Jaarbeurszijde - Station Overvecht | Centrum, Pijlsweerd, Ondiep | Gekoppeld aan lijn 30 |
| 7                      | P+R Westraven – Zuilen | Kanaleneiland, Oudenrijn, CS Jaarbeurszijde, Centrum, Ondiep                                                                                                | |
| 8                      | Station Lunetten - Wilhelminapark | Tolsteeg, CS Jaarbeurszijde, Centrum, Wittevrouwen | |
| 9                      | Utrecht, CS Jaarbeurszijde - Stadion Galgenwaard | Sterrenwijk | |
| 10                     | Station Lunetten - Station Leidsche Rijn | Kanaleneiland, Papendorp | Rijdt niet 's avonds en in het weekend                                                                                         |
| 11                     | Station Vleuten - Station Overvecht | Leidsche Rijn, Zuilen, Overvecht | Rijdt niet in het weekend |
| 12                     | Utrecht, CS Jaarbeurszijde - Station Maarssen | Zuilen | |
| 27                     | Zuilen - Science Park | Ondiep, Pijlsweerd, Centrum, Rijnsweerd | Rijdt niet 's avonds en in het weekend                                                                                         |
| 29                     | Station Vleuten - Station Bilthoven | De Meern Oost, Papendorp, Kanaleneiland, Station Vaartsche Rijn, Sterrenwijk, Science Park, De Bilt                                                         | |
| 30                     | Station Overvecht - Science Park | Wittevrouwen, Rijnsweerd | Rijdt niet 's avonds en in het weekend, gekoppeld aan lijn 6                                                                   |
| Sneltram               | | | |
| 20                     | Utrecht, P+R Science Park - Nieuwegein-Zuid | P+R Westraven, Nieuwegein | |
| 21                     | Utrecht, P+R Science Park - IJsselstein-Zuid | P+R Westraven, Nieuwegein, IJsselstein | |
| 22                     | Utrecht, CS Centrumzijde - P+R Science Park | Stadion Galgenwaard, UMC Utrecht | Rijdt niet in het weekend |
| U-link                 | | | |
| 28                     | Utrecht, P+R Science Park - Station Vleuten | Rijnsweerd, Centrum, CS Centrumzijde, Parkwijk, De Meern, Veldhuizen                                                                                        | |
| 34                     | Utrecht, P+R Westraven - Station Amersfoort Centraal | Rijnsweerd, Science Park, Zeist, Soesterberg | |
| 41                     | Utrecht, CS Jaarbeurszijde - Wijk bij Duurstede, Busstation                                                                                                 | Bunnik, Odijk, Werkhoven, Cothen | |
| 50                     | Utrecht, CS Jaarbeurszijde - Station Veenendaal-De Klomp/Wageningen, Busstation                                                                             | De Bilt, Zeist, Driebergen, Doorn, Leersum, Amerongen, Elst (Ut), (Rhenen)                                                                                  | Om en om naar Veenendaal of Wageningen, in samenwerking met Syntus Utrecht                                                     |
| 73                     | Station Maarssen - Zeist, Busstation | Lage Weide, Leidsche Rijn, CS Jaarbeurszijde, Centrum, De Bilt                                                                                              | |
| 77                     | Nieuwegein, City - Station Bilthoven | Kanaleneiland, CS Jaarbeurszijde, Centrum, De Bilt | |
| Stadsdienst Nieuwegein | | | |
| 565                    | Nieuwegein City - Vreeswijk | Fokkesteeg | Wijkbus, rijdt niet 's avonds en op zondag                                                                                     |
| Stadsdienst Vianen     | | | |
| 64                     | Vianen Busstation Lekbrug - Hoef en Haag Noord | | Rijdt niet 's avonds en in het weekend                                                                                         |
| Streekdienst Utrecht   | | | |
| 31                     | Utrecht, Science Park - IJsselstein, Binnenstad | Rijnsweerd, Nieuwegein | Rijdt niet in het weekend |
| 38                     | Utrecht, CS Jaarbeurszijde - Maarssen, Station | Lage Weide | Rijdt niet 's avonds en op zondag                                                                                              |
| 43                     | Houten, Station - Station Driebergen-Zeist | Odijk | Rijdt niet 's avonds en in het weekend                                                                                         |
| 44                     | Houten, Station - Vianen, Busstation Lekbrug | Nieuwegein | Rijdt niet 's avonds en in het weekend                                                                                         |
| 47                     | Utrecht, CS Jaarbeurszijde - Houten, Station | Tolsteeg, Hoograven | Rijdt niet 's avonds |
| 48                     | Houten, Station - Maarssen, Station | Nieuwegein, Utrecht Papendorp, Lage Weide | |
| 55                     | Utrecht, CS Jaarbeurszijde - Maartensdijk, Koningin Julianalaan                                                                                             | Groenekan | |
| 56                     | Amersfoort, Centraal Station - Wijk bij Duurstede, Busstation                                                                                               | Soesterberg, Huis ter Heide, Zeist, Driebergen, Doorn, Langbroek, Cothen                                                                                    | |
| 65                     | Utrecht, CS Jaarbeurszijde - Vianen, Het Monnikenhof | Nieuwegein | |
| 66                     | Utrecht, CS Jaarbeurszijde - Nieuwegein, Het Klooster | | Rijdt niet 's avonds en in het weekend                                                                                         |
| 74                     | Vianen, De Hagen - Station Driebergen Zeist | Nieuwegein, Utrecht CS Jaarbeurszijde, De Bilt, Zeist | |
| 81                     | Vianen, Busstation Lekbrug - Meerkerk, A27-N214 | Lexmond | |
| 84                     | Utrecht, CS Jaarbeurszijde - Hoef en Haag Zuid | Vianen | |
| 85                     | Utrecht, CS Jaarbeurszijde - Leerdam, Pauluskerk | Vianen, Zijderveld, Schoonrewoerd | |
| 90                     | Utrecht, CS Jaarbeurszijde - Gelkenes, Industrieterrein | Vianen, Lexmond, Ameide, Tienhoven aan de Lek, Langerak, Nieuwpoort                                                                                         | U-OV rijdt deze lijn alleen 's avonds en alleen tussen Vianen en Ameide. Op overige tijden rijdt Qbuzz DMG de volledige route. |
| 111                    | Vleuten, Station - Haarzuilens, Kasteel de Haar | | Rijdt alleen in het weekend en van december t/m januari en van april t/m augustus ook doordeweeks overdag                      |
| 122                    | Utrecht, Vechtsebanen - Nieuw-Loosdrecht, Acacialaan | Westbroek, Tienhoven, Muyeveld, Boomhoek | Rijdt niet in het weekend |
| 127                    | Kockengen, Roerdomp - Vleuten, Station | Haarzuilens | Rijdt niet 's avonds |
| 128                    | Station Maarssen, Station Vleuten | | Rijdt niet in het weekend |
| Spitslijnen            | | | |
| 14                     | Utrecht, CS Jaarbeurszijde - De Meern Oost | Leidsche Rijn | |
| 18                     | Utrecht, CS Centrumzijde - Rijnsweerd | Centrum | |
| 24                     | Utrecht, CS Jaarbeurszijde - De Meern Oost | Kanaleneiland, Papendorp | |
| 46                     | Nieuwegein City - Het Klooster | Fokkesteeg | |
| 258                    | Bilthoven, Station - Bilthoven, Lievegoed Kliniek | | |
| 284                    | Utrecht, CS Jaarbeurszijde - Vianen, Busstation Lekbrug | Papendorp | |
| Nachtlijnen            | | | |
| 412                    | Utrecht, CS Jaarbeurszijde - Station Driebergen-Zeist | Zeist, De Bilt | Rijdt in de nacht van donderdag op vrijdag                                                                                     |
| 428                    | Utrecht, Oorsprongpark → Maarssenbroek, Planetenbaan | De Meern, Vleuten | Rijdt in de nachten van vrijdag op zaterdag en zaterdag op zondag                                                              |
| 441                    | Utrecht, CS Jaarbeurszijde → Wijk bij Duurstede, Busstation                                                                                                 | Bunnik, Odijk, Werkhoven, Cothen | Rijdt in de nachten van vrijdag op zaterdag en zaterdag op zondag                                                              |
| 447                    | Utrecht, Oorsprongpark → Houten, De Borchen/Doornkade | | Rijdt in de nachten van vrijdag op zaterdag en zaterdag op zondag                                                              |
| 452                    | Utrecht, CS Jaarbeurszijde → Soest, Beckeringhstraat | Zeist, Huis ter Heide, Soesterberg | Rijdt in de nachten van vrijdag op zaterdag en zaterdag op zondag                                                              |
| 474                    | Utrecht, Oorsprongpark → Vianen, Hoef en Haag Noord | Nieuwegein | Rijdt in de nachten van vrijdag op zaterdag en zaterdag op zondag                                                              |
| 495                    | Utrecht, Oorsprongpark → IJsselstein, Binnenstad | Nieuwegein | Rijdt in de nachten van vrijdag op zaterdag en zaterdag op zondag                                                              |
| U-flex                 | | | |
| 903                    | Vijfheerenlanden-West: Tienhoven aan de Lek, Ameide, Lexmond, Meerkerk, Nieuwland, Leerbroek, Leerdam, Schoonrewoerd, Zijderveld, Hei- en Boeicop, Kedichem | Vijfheerenlanden-West: Tienhoven aan de Lek, Ameide, Lexmond, Meerkerk, Nieuwland, Leerbroek, Leerdam, Schoonrewoerd, Zijderveld, Hei- en Boeicop, Kedichem | |
| 913                    | Maarssen/Zuilen: Maarssenbroek, Maarssen, Maarsseveen, Tienhoven, Utrecht Schaakwijk, Utrecht Zuilen, Utrecht Overvecht                                     | Maarssen/Zuilen: Maarssenbroek, Maarssen, Maarsseveen, Tienhoven, Utrecht Schaakwijk, Utrecht Zuilen, Utrecht Overvecht                                     | |
| 914                    | Vijfheerenlanden-Oost: Vianen, Hoef en Haag, Hagestein, Everdingen                                                                                          | Vijfheerenlanden-Oost: Vianen, Hoef en Haag, Hagestein, Everdingen                                                                                          | |
| 945                    | Houten: Houten, Houten-Zuid, Schalkwijk, 't Goy, Molenbuurt, Tull en 't Waal, Honswijk                                                                      | Houten: Houten, Houten-Zuid, Schalkwijk, 't Goy, Molenbuurt, Tull en 't Waal, Honswijk                                                                      | |
| 978                    | Bilthoven: De Leijen, Station, Noord, Centrumwijk | Bilthoven: De Leijen, Station, Noord, Centrumwijk | |

## Provincie Utrecht

### Concessie Provincie Utrecht
De concessie Provincie Utrecht omvat de lijnen in het (noord)oosten en westen van de provincie Utrecht inclusief de stadsdiensten van Amersfoort, Soest, Veenendaal en Woerden. Deze concessie wordt uitgevoerd door Syntus Utrecht.
| Lijn                | Route                                                                           | Via | Opmerkingen                                                                                            |
| ------------------- | ------------------------------------------------------------------------------- | --- | --- |
| Amersfoort          |                                                                                 | | |
| 1                   | Centraal Station - Birkhoven Park                                               | Soesterkwartier/Isselt | Ringlijn ('s ochtends tegen de klok in, 's middags met de klok mee), rijdt niet op zondag              |
| 2                   | Centraal Station - Nieuwland                                                    | Meander MC | |
| 3                   | Centraal Station - Vathorst                                                     | Meander MC | |
| 4                   | Centraal Station - Kattenbroek                                                  | Hoogland | |
| 5                   | Centraal Station - Vathorst                                                     | De Kruiskamp, Schothorst                                                                                                   | |
| 6                   | Centraal Station - Liendert                                                     | De Kruiskamp, Rustenburg                                                                                                   | Ringlijn in Rustenburg                                                                                 |
| 7                   | Centraal Station - Schothorst                                                   | De Koppel | |
| 8                   | Centraal Station - Randenbroek                                                  | Schuilenburg | Ringlijn                                                                                               |
| 9                   | Centraal Station - Dorrestein                                                   | Leusderkwartier | |
| 15                  | Centraal Station - Vathorst                                                     | Hogekwartier, Hoefkwartier, Zielhorst-Noord                                                                                | |
| 19                  | Centraal Station - Leusden ISVW                                                 | Bergkwartier, Begraafplaats Rusthof                                                                                        | |
| Soest               |                                                                                 | | |
| 74                  | Station Soest Zuid - Soestdijk Noord                                            | Station Soestdijk | Rijdt niet 's avonds en in het weekend                                                                 |
| Veenendaal          |                                                                                 | | |
| 83                  | Station De Klomp - Station Centrum                                              | Het Ruisseveen, Station West                                                                                               | Behoort ook tot de concessie Veluwe-Zuid door koppeling met lijn 85; rijdt niet 's avonds en op zondag |
| Woerden             |                                                                                 | | |
| 3                   | Station - Molenvliet                                                            | | Rijdt buiten de spitsuren als SyntusFlex A.                                                            |
| 4                   | Station - Molenvliet                                                            | Centrum | Rijdt buiten de spitsuren als SyntusFlex A.                                                            |
| 5                   | Woerden, Station - Montfoort, Keizerrijk                                        | Linschoten | Rijdt 's avonds na 19.30 uur en in het weekend als SyntusFlex B                                        |
| SyntusFlex Woerden  |                                                                                 | | |
| A                   | Station - Station                                                               | Centrum, Molenvliet | |
| B                   | Station - Linschoten, Laan van Rapijnen                                         | Staatsliedenwijk, Snel en Polanen, Ziekenhuis                                                                              | |
| U-link              |                                                                                 | | |
| 50                  | Utrecht, CS Jaarbeurszijde - Station Veenendaal-De Klomp/Wageningen, Busstation | De Bilt, Zeist, Station Driebergen-Zeist, Driebergen-Rijsenburg, Doorn, Leersum, Amerongen, Elst, (Rhenen)                 | Om en om naar Veenendaal of Wageningen, in samenwerking met U-OV                                       |
| Regio               |                                                                                 | | |
| 17                  | Amersfoort, Centraal Station - Leusden, Bedrijventerrein De Horst               | Amersfoort Liendert | |
| 58                  | Hilversum, Station - Driebergen, Station Driebergen-Zeist                       | Hollandsche Rading, Maartensdijk, Bilthoven, De Bilt, Zeist                                                                | Rijdt niet op zondag                                                                                   |
| 59                  | Hilversum, Station - Zeist, Busstation                                          | Lage Vuursche, Den Dolder, Bosch en Duin, Huis ter Heide                                                                   | Rijdt niet in het weekend                                                                              |
| 70                  | Amersfoort, Centraal Station - Hilversum, Busstation                            | Soest, Soestdijk, Baarn, Lage Vuursche                                                                                     | Hogere frequentie tussen Amersfoort en Soestdijk                                                       |
| 76                  | Amersfoort, Centraal Station - Spakenburg, Broerswetering                       | Bunschoten | |
| 80                  | Amersfoort, Centraal Station - Station Veenendaal-De Klomp                      | Leusden, Woudenberg, Scherpenzeel, Renswoude                                                                               | |
| 82                  | Amersfoort, Centraal Station - Doorn, Berkenweg                                 | Leusden, Woudenberg, Maarsbergen, Maarn                                                                                    | Rijdt niet 's avonds en in het weekend                                                                 |
| 85                  | Veenendaal, Station Centrum - Ede, Station Ede-Wageningen                       | | Behoort ook tot de concessie Veluwe-Zuid door koppeling met lijn 83                                    |
| 87                  | Station Veenendaal-De Klomp - Rhenen, Ouwehands Dierenpark                      | Veenendaal Oost, Station Veenendaal Centrum, Petenbos                                                                      | |
| 102                 | Utrecht, CS Jaarbeurszijde - Woerden, Station                                   | De Meern, Harmelen | |
| 106                 | IJsselstein, Binnenstad - Gouda, Station                                        | Benschop, Polsbroekerdam, Polsbroek, Vlist, Haastrecht                                                                     | |
| 107                 | Utrecht, CS Jaarbeurszijde - Gouda, Station                                     | De Meern, Achthoven, Heeswijk, Montfoort, Willeskop, Oudewater, Haastrecht                                                 | |
| 120                 | Utrecht, CS Jaarbeurszijde - Amsterdam, Station Bijlmer ArenA                   | Maarssen, Breukelen, Nieuwersluis, Loenen aan de Vecht, Loenersloot, Baambrugge, Abcoude                                   | |
| 121                 | Hilversum, Station - Mijdrecht, Centrum                                         | Loosdrecht, Loenen aan de Vecht, Loenersloot, Vinkeveen                                                                    | Rijdt niet 's avonds na 21:00 en op zondag                                                             |
| 123                 | Uithoorn, Busstation - Oudewater, J.J. Vierbergenweg                            | Amstelhoek, Mijdrecht, Wilnis, Kamerik, Woerden                                                                            | |
| 126                 | Mijdrecht, Centrum - Amsterdam, Station Bijlmer ArenA                           | Wilnis, Vinkeveen, Abcoude                                                                                                 | |
| 130                 | Breukelen, Station - Uithoorn, Busstation                                       | Vinkeveen, Mijdrecht | |
| 195                 | Benschop, Van Iperen - Utrecht, CS Jaarbeurszijde                               | IJsselstein | |
| 295                 | Rotterdam, Capelsebrug - Utrecht, CS Jaarbeurszijde                             | Krimpen aan den IJssel, Lekkerkerk, Bergambacht, Ammerstol, Schoonhoven, Cabauw, Lopik, Jaarsveld, IJsselstein, Nieuwegein | Behoort ook tot concessie Zuid-Holland Noord, wordt gereden in samenwerking met Qbuzz                  |
| 381                 | Station Driebergen-Zeist - Zeist, Busstation                                    | Driebergen-Rijsenburg, Austerlitz                                                                                          | Rijdt niet in het weekend                                                                              |
| Spitsbussen         |                                                                                 | | |
| 217                 | Amersfoort, Centraal Station - Leusden, Bedrijventerrein De Horst               | | 's Ochtends richting Leusden, 's middags richting Amersfoort                                           |
| 280                 | Amersfoort, Centraal Station - Veenendaal, Station Centrum                      | Leusden, Woudenberg, Maarsbergen                                                                                           | |
| Science Park-lijnen |                                                                                 | | |
| 202                 | Amersfoort Nieuwland - Vianen, Busstation Lekbrug                               | Amersfoort Centraal, Utrecht Science Park, Nieuwegein                                                                      | |
| 203                 | Amersfoort, Station Schothorst - Utrecht, Rijnsweerd Noord                      | Amersfoort (Zonnehof) | Rijdt niet 's avonds en in het weekend                                                                 |
| 215                 | Amersfoort, Station Vathorst - Utrecht, Rijnsweerd Noord                        | Amersfoort Centraal | 's Ochtends richting Utrecht, 's middags richting Amersfoort                                           |
| 272                 | Baarn, De Drie Eiken/Johannes Vermeerlaan - Utrecht, Rijnsweerd Noord           | Soest, Soesterberg | 's Ochtends richting Utrecht, 's middags richting Baarn                                                |
| 276                 | Bunschoten, Haarbrug Noord - Utrecht, Rijnsweerd Noord                          | Spakenburg, Amersfoort | |
| 298                 | Woudenberg, De Poort - Utrecht, Rijnsweerd Noord                                | Zeist | |
| 299                 | Leusden, Carpoolplaats - Utrecht, Rijnsweerd Noord                              | | 's Ochtends richting Utrecht, 's middags richting Leusden                                              |
| Buurtbussen         |                                                                                 | | |
| 501                 | Amersfoort, Centraal Station - Birkhoven Park                                   | | Rijdt niet 's avonds                                                                                   |
| 503                 | Eemdijk, Pontveer - Nijkerk, Station                                            | Spakenburg, Bunschoten | Rijdt niet 's avonds en in het weekend                                                                 |
| 505                 | Montfoort, Groen - Woerden, Station                                             | Benschop, IJsselstein, Lopikerkapel, Uitweg, Lopik, Cabauw, Schoonhoven, Polsbroek, Polsbroekerdam, Oudewater              | Rijdt niet 's avonds en op zondag                                                                      |
| 522                 | Weesp, Station - Vreeland, Dorp                                                 | Nigtevecht, Loenen aan de Vecht                                                                                            | Rijdt niet 's avonds en op zondag                                                                      |
| 523                 | Breukelen, Station - Woerden, Station                                           | Kockengen, Teckop, Kamerik                                                                                                 | Rijdt alleen tijdens de ochtendspits                                                                   |
| 524                 | Breukelen, Station - Noorden, Chrysantenstraat                                  | Kockengen, Teckop, Kanis, Kamerik, Woerden, Zegveld, Woerdense Verlaat                                                     | Rijdt niet 's avonds en op zondag                                                                      |
| 526                 | Uithoorn, Busstation - Breukelen, Station                                       | Amstelhoek, Mijdrecht, Wilnis, Vinkeveen, Nieuwer Ter Aa                                                                   | Rijdt niet 's avonds en op zondag                                                                      |
| 572                 | Soest, Soestdijk Noord - Amersfoort, Station Vathorst                           | Baarn, Bunschoten, Spakenburg                                                                                              | Rijdt niet 's avonds en op zondag                                                                      |
| 573                 | Amersfoort, Meander MC - Eemnes, BEL-kantoor                                    | Soest, Baarn | Rijdt niet 's avonds en op zondag                                                                      |
| 575                 | Soest, Raadhuisplein - Driebergen-Rijsenburg, Sint Hubertuslaan                 | Soesterberg, Zeist, Station Driebergen-Zeist                                                                               | Rijdt niet 's avonds en op zondag                                                                      |
| Scholierenlijnen    |                                                                                 | | |
| 10                  | Amersfoort, Centraal Station - Amersfoort, Hoornbeek/Van Lodenstein             | | |
| 603                 | Eemdijk, Pontveer - Nijkerk, Corlaer College                                    | Spakenburg, Bunschoten | 's Ochtends vanuit Eemdijk richting Nijkerk, 's middags vanuit Nijkerk richting Spakenburg             |
| 680                 | Rhenen, Station - Amersfoort, Hoornbeeck/Van Lodenstein                         | Veenendaal, De Klomp, Ederveen, Renswoude, Scherpenzeel, Woudenberg, Leusden                                               | 's Ochtends richting Amersfoort, 's middags richting Rhenen                                            |
| 682                 | Houten, Station - Hoevelaken, Van Lodensteincollege                             | Nieuwegein, Utrecht (WKZ-Máxima), Amersfoort (Hoornbeeck/Van Lodenstein)                                                   | 's Ochtends richting Amersfoort, 's middags richting Houten                                            |
| 683                 | Station Veenendaal-De Klomp - Hoevelaken, Van Lodensteincollege                 | Ederveen, Renswoude, Scherpenzeel, Woudenberg                                                                              | 's Ochtends richting Hoevelaken, 's middags richting De Klomp                                          |
| 695                 | Wijk bij Duurstede, Busstation - Maarsbergen, Vakcollege                        | Cothen, Langbroek, Doorn, Leersum                                                                                          | |
| Nachtbussen         |                                                                                 | | |
| N2                  | Utrecht, Oorsprongpark - Woerden, Station                                       | (De Meern, Harmelen) | Rijdt in de nachten van vrijdag op zaterdag en zaterdag op zondag                                      |
| N3                  | Amersfoort, Centraal Station - Vathorst                                         | Meander MC | Rijdt in de nacht van zaterdag op zondag                                                               |
| N7                  | Utrecht, Oorsprongpark - Oudewater, J.J. Vierbergenweg                          | De Meern, Achthoven, Montfoort, Willeskop                                                                                  | Rijdt in de nachten van vrijdag op zaterdag en zaterdag op zondag                                      |
| N8                  | Utrecht, CS Jaarbeurszijde → Wageningen, Campus/Omnia                           | Station Driebergen-Zeist, Veenendaal, Rhenen                                                                               | Rijdt in de nachten van vrijdag op zaterdag en zaterdag op zondag                                      |
| N17                 | Amersfoort, Centraal Station - Leusden, Bedrijventerrein De Horst               | Amersfoort Liendert | Rijdt in de nacht van zaterdag op zondag                                                               |
| N20                 | Utrecht, CS Jaarbeurszijde → Loenen aan de Vecht, Dorp                          | Maarssen, Breukelen | Rijdt in de nacht van zaterdag op zondag                                                               |
| N26                 | Amsterdam, Leidseplein → Woerden, Molenvliet                                    | Vinkeveen, Mijdrecht, Wilnis, Kamerik                                                                                      | Rijdt in de nachten van vrijdag op zaterdag en zaterdag op zondag                                      |
| N50                 | Utrecht, CS Jaarbeurszijde - Amerongen, Dorp                                    | De Bilt, Zeist, Station Driebergen-Zeist, Driebergen-Rijsenburg, Doorn, Leersum                                            | Rijdt in de nachten van vrijdag op zaterdag en zaterdag op zondag                                      |
| N70                 | Amersfoort, Eemplein → Baarn, De Drie Eiken                                     | Amersfoort Centraal Station, Soest, Soestdijk                                                                              | Rijdt in de nacht van zaterdag op zondag                                                               |
| N76                 | Amersfoort, Centraal Station - Spakenburg, Broerswetering                       | Hoogland, Bunschoten | Rijdt in de nacht van zaterdag op zondag                                                               |

## Lijnen uit grensoverschrijdende concessies in de provincie Utrecht
De concessiegrenzen van de concessies in Utrecht overschrijden nergens de provinciegrens, maar enkele buslijnen doen dit wel. Dit is echter ook andersom, lijnen uit concessies in andere provincies rijden in Utrecht. Hieronder staan alle buslijnen die horen bij concessies uit andere provincies opgesomd.
| Lijn                                                    | Route                                                                  | Via                                                                                      | Soort                                      | Opmerkingen                                                                           |
| Concessie Achterhoek-Rivierenland (Arriva)              | Concessie Achterhoek-Rivierenland (Arriva)                             | Concessie Achterhoek-Rivierenland (Arriva)                                               | Concessie Achterhoek-Rivierenland (Arriva) | Concessie Achterhoek-Rivierenland (Arriva)                                            |
| ------------------------------------------------------- | ---------------------------------------------------------------------- | ---------------------------------------------------------------------------------------- | ------------------------------------------ | ------------------------------------------------------------------------------------- |
| 44                                                      | Wageningen, Busstation - Tiel, Station                                 | Rhenen, Kesteren, Aalst, Lienden, Ommeren, Eck en Wiel, Maurik, Zoelen                   | Streekbus                                  |                                                                                       |
| 45                                                      | Wageningen, Busstation - Tiel, Station                                 | Rhenen, Kesteren, Ochten, IJzendoorn                                                     | Streekbus                                  | In het weekend alleen tussen Tiel en Kesteren                                         |
| 146                                                     | Vianen, Busstation Lekbrug - Culemborg, Station                        | Hagestein, Everdingen                                                                    | Streekbus                                  | Rijdt in het weekend als belbus                                                       |
| 260                                                     | Geldermalsen, Station - Leerdam, Lingepolikliniek                      | Deil, Enspijk, Beesd, Rumpt, Rhenoy, Acquoy, Asperen                                     | Buurtbus                                   | 's Avonds en op zondag als belbus                                                     |
| 650                                                     | Leerdam, Station - Culemborg, Station                                  | Rhenoy, Rumpt, Beesd                                                                     | Schoolbus                                  | 's Ochtends één rit richting Culemborg, 's middags twee ritten richting Leerdam       |
| 660                                                     | Asperen, Brandweer → Leerdam, Station                                  |                                                                                          | Schoolbus                                  |                                                                                       |
| 673                                                     | Leerdam, Station - Gorinchem, Station                                  | Asperen, Heukelum, Spijk                                                                 | Schoolbus                                  |                                                                                       |
| Concessie Drechtsteden, Molenlanden & Gorinchem (Qbuzz) |                                                                        |                                                                                          |                                            |                                                                                       |
| 80                                                      | Gorinchem, Station - Meerkerk, A27-N214                                | Arkel, Hoogblokland                                                                      | streekBuzz                                 | Rijdt niet 's avonds na 19:30 op zondag                                               |
| 387                                                     | Utrecht, CS Jaarbeurszijde - Gorinchem, Beatrixlaan                    | Vianen, Meerkerk                                                                         | snelBuzz                                   |                                                                                       |
| 388                                                     | Utrecht, CS Jaarbeurszijde - Rotterdam, Kralingse Zoom                 | Vianen, Lexmond, Meerkerk, Noordeloos, Sliedrecht, Papendrecht                           | snelBuzz                                   |                                                                                       |
| 704                                                     | Leerdam, Techniekweg - Arkel, Station                                  | Kedichem                                                                                 | buurtBuzz                                  | Rijdt niet 's avonds en op zondag                                                     |
| Concessie Zuid-Holland Noord (Qbuzz)                    |                                                                        |                                                                                          |                                            |                                                                                       |
| 101                                                     | Woerden, Station - Alphen aan den Rijn, Station                        | Zegveld, Woerdense Verlaat, Noorden, Nieuwkoop, Aarlanderveen                            | streekBuzz                                 |                                                                                       |
| 724                                                     | Bodegraven, Station - Bodegraven, Station                              | Driebruggen, Waarder, Nieuwerbrug, Woerden, Zegveld, De Meije                            | buurtBuzz                                  | Ringlijn in twee richtingen                                                           |
| Concessie IJssel-Vecht (EBS)                            |                                                                        |                                                                                          |                                            |                                                                                       |
| 101                                                     | Harderwijk, Station - Amersfoort, Centraal Station                     | Ermelo, Putten, Nijkerk                                                                  | Streekbus                                  | 's Avonds en op zondag deels als ReserveerRRReis binnen Harderwijk                    |
| 102                                                     | Amersfoort, Centraal Station - Apeldoorn, Station                      | Hoevelaken, Zwartebroek, Terschuur, Voorthuizen, Wittenberg, Nieuw-Milligen, Hoog Soeren | Streekbus                                  |                                                                                       |
| 142                                                     | Harderwijk, Station - Amersfoort, Station Vathorst                     | Zeewolde, Nijkerk                                                                        | Streekbus                                  | Rijdt niet 's avonds en in het weekend                                                |
| 509                                                     | Barneveld, Station Centrum - Nijkerk, Station                          | Achterveld, Leusden, Hoevelaken, Nijkerkerveen                                           | Buurtbus                                   | Rijdt op zondag als ReserveerRRReis tussen Barneveld en Leusden, rijdt niet 's avonds |
| 625                                                     | Amersfoort, GSG Arnhemseweg - Zeewolde, De Verbeelding                 |                                                                                          | Schoolbus                                  | 's Ochtends twee ritten richting Amersfoort, 's middags één rit richting Zeewolde     |
| 674                                                     | Amersfoort, Hoornbeeck/Van Lodenstein - Harderwijk, Station            | Nijkerk, Putten, Ermelo                                                                  | Schoolbus                                  | 's Ochtends één rit richting Amersfoort, 's middags één rit richting Harderwijk       |
| 676                                                     | Amersfoort, Hoornbeeck/Van Lodenstein - Elspeet, Centrum               | Hoevelaken, Terschuur, Voorthuizen, Wittenberg, Uddel                                    | Schoolbus                                  | 's Ochtends één rit richting Amersfoort, 's middags één rit richting Elspeet          |
| Concessie Veluwe-Zuid (Hermes)                          |                                                                        |                                                                                          |                                            |                                                                                       |
| 505                                                     | Overberg, Heuvelsesteeg - Wekerom, Dorpsplein                          | Veenendaal, De Klomp, Ederveen, Lunteren, Meulunteren, De Valk                           | Buurtbus                                   | Rijdt niet 's avonds en op zondag                                                     |
| 607                                                     | Amersfoort, Hoornbeeck/Van Lodenstein - Ede, Station Ede-Wageningen    | Kootwijkerbroek, Harskamp, Wekerom                                                       | Schoolbus                                  | 's Ochtends één rit richting Amersfoort, 's middags één rit richting Ede              |
| 610                                                     | Barneveld, Troelstralaan - Renswoude, Kerkstraat                       | De Glind, Scherpenzeel                                                                   | Schoolbus                                  |                                                                                       |
| Concessie Gooi en Vechtstreek (Transdev)                |                                                                        |                                                                                          |                                            |                                                                                       |
| 100                                                     | Station Naarden-Bussum – Hilversum, Ziekenhuis                         | Huizen (Prins Bernhardplein, Busstation), Blaricum (Bijvanck, P+R), Eemnes P+R           | Streekbus                                  | Het traject tussen Blaricum en Hilversum worden alleen in de spitsuren bediend        |
| 109                                                     | Station Naarden-Bussum – Eemnes, Braadkamp                             | Huizen Crailo P+R, Laren                                                                 | Streekbus                                  |                                                                                       |
| 200                                                     | Huizen, Busstation - Utrecht Science Park                              | Blaricum                                                                                 | Spitsbus                                   |                                                                                       |
| 320                                                     | Hilversum, Station - Amsterdam, Amstelstation                          | Eemnes P+R, Blaricum P+R, Huizen (Busstation, Crailo P+R), Gooimeer P+R, Muiden P+R      | R-net                                      |                                                                                       |
| 321                                                     | Eemnes, Tak – Station Amsterdam Zuid                                   | Laren, Huizen Crailo P+R, Naarden, Muiden P+R, (Station Amsterdam RAI)                   | R-net                                      | Rijdt niet in het weekend                                                             |
| N32                                                     | Hilversum, Station → Huizen, Karel Doormanlaan                         | Eemnes P+R, Blaricum P+R, Huizen Busstation                                              | Nachtbus                                   | Rijdt alleen zaterdagnacht                                                            |
| Concessie West-Brabant (Arriva)                         |                                                                        |                                                                                          |                                            |                                                                                       |
| 500                                                     | Utrecht, CS Jaarbeurszijde - Oosterhout, Busstation (- Breda, Station) | Vianen, Sleeuwijk, Nieuwendijk, Hank, Raamsdonksveer                                     | Brabantliner                               | Breda wordt alleen in het weekend bediend                                             |
| 501                                                     | Utrecht, CS Jaarbeurszijde - Breda, Station                            | Vianen, Sleeuwijk, Nieuwendijk, Hank                                                     | Brabantliner                               | Rijdt niet in het weekend                                                             |